# Augustus Le Plongeon

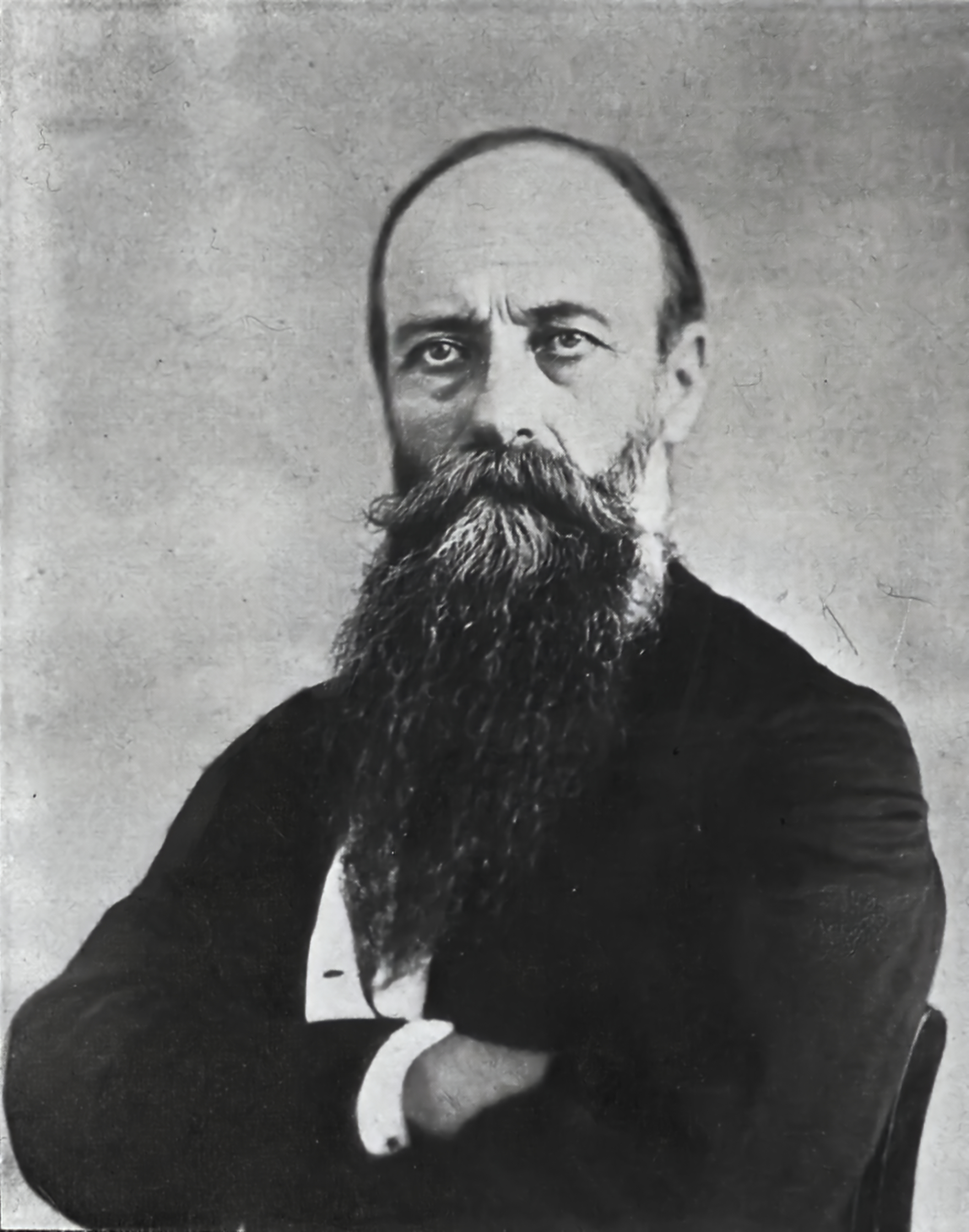
Augustus Le Plongeon

Augustus Le Plongeon (* 4. Mai 1825 auf Jersey; † 13. Dezember 1908 in Brooklyn, New York) war ein Fotograf und Amateur-Archäologe.
Zentrum seiner Forschungen waren die Maya, insbesondere die Ruinenstadt Chichén Itzá, in der er die ersten systematischen Ausgrabungen unternahm und archäologische Pionierarbeit leistete. Die hierbei ausgegrabene Skulptur einer halb liegenden Gestalt interpretierte er als eine Person in seiner hypothetischen Rekonstruktion der Geschichte der Maya und benannte sie als Chac Mo'ol (auszusprechen mit englischen Vokalwerten als Chac Mul, dies fiel seither in Vergessenheit). Als strikter Diffusionist versuchte er zu beweisen, dass die Maya (bzw. deren „Missionare“, die Le Plongeon als Naacal bezeichnete) auf dem Weg über Südasien und Atlantis die Kulturen des Alten Ägyptens geschaffen hätten. Seine exzentrischen und phantastischen Theorien wurden schon zu seiner Zeit zumeist nicht ernst genommen. Seine Fotografien archäologischer Fundstätten werden hingegen als wesentliche Quelle für das Studium des präkolumbischen Mittelamerika betrachtet. A. Le Plongeons Frau Alice (1851–1910) vertrat in Vorträgen und Veröffentlichungen die Ideen ihres Mannes.

## Berichte von Zeitzeugen
Lyon Sprague de Camp beschrieb Le Plongeon als einen melancholisch dreinblickenden französischen Physiker mit einem Bart, der bis zum Bauchnabel reichte. Seine Ehefrau Alice Dixon Le Plongeon (1851–1910) war eine britische Fotografin, Forschungsreisende, Archäologin und Autorin. Sie beschrieb Sprague als hübsche Amerikanerin, die viel jünger war als Le Plongeon.
Des Weiteren würde er die Sprache der Maya beherrschen und bei seinen Ausgrabungen unter der Willkür mexikanischer Behörden leiden. 1939 bekam der Fotograf und Amateur-Archäologe auch von Robert B. Stacy-Judd Kritik, der ebenfalls an eine interkontinentale Beziehung der alten Maya nach Asien und Europa glaubte. Er kritisiert Le Plongeons Begriffsableitungen: „Wie üblich nimmt er sich bezüglich des Ursprungs-Wortes unbillige Freiheiten heraus, um eine Version nach seinem Geschmack zu rechtfertigen. >Ak< und >Ka< sind Maya-Wörter, doch die Hinzufügung des Buchstaben >D< (in der Sprache der Maya gibt es kein >D<), was den Grund dafür darstellt, dass Le Plongeon es in >T< umwandelt. [Diese] oder irgendwelche anderen Hinzufügungen oder Abwandlungen verändern offensichtlich - möglicherweise sogar völlig - den ursprünglichen Wortsinn. Unter diesen Umständen erscheint es unklug, zu viel Vertrauen in Le Plongeons Übersetzung zu setzen.“

## Werke
- Augustus Le Plongeon: Queen Móo and the Egyptian sphinx. New York 1896. Neuauflage: Steiner Publ., Blauvelt, NY 1973, ISBN 0-8334-1729-0.
- Augustus Le Plongeon: The origin of the Egyptians. Einleitung: Manly P. Hall. Philosophical Research Society, Los Angeles, 1983, ISBN 0-89314-418-5.
- Augustus Le Plongeon: Sacred mysteries among the Mayas and the Quiches, 11,500 years ago. Their relation to the sacred mysteries of Egypt, Greece, Chaldea and India. Free masonry in times anterior to the temple of Solomon. R. Macoy, New York 1886. Neuauflage: Wizards Bookshelf, Minneapolis 1973.
- Auguste Le Plongeon: Vestiges of the Mayas, or, Facts tending to prove that communications and intimate relations must have existed, in very remote times, between the inhabitants of Mayab and those of Asia and Africa. J. Polhemus, New York 1881.